# Ministero della cultura e dello sport (Israele)
Il Ministero della cultura e dello sport (in ebraico: משרד התרבות והספורט, Misrad HaTarbut VeHaSport; in arabo: وزارة الثقافة والرياضة, Wizarat al-Thaqafat wa al-Riyada) è un dicastero del governo israeliano.
Per molti anni le questioni della cultura e dello sport sono state discusse dai governi israeliani all'interno del Ministero dell'istruzione e della cultura; tra il 1949 e il 1999, e di nuovo dal 2003 al 2006, la cultura faceva parte del portfolio dell'Istruzione. Sia la cultura che lo sport sono stati combinati con il portafoglio della Scienza e tecnologia tra il 2006 e il 2009, prima di essere divisi in un dicastero separato in seguito alla formazione di un nuovo governo nel marzo 2009.

## Lista dei ministri della cultura e dello sport
| #                                                   | Foto                                                | Ministro                                            | Partito                                             | Governo                                             | Inizio                                              | Fine                                                |
| Ministro della scienza, della cultura e dello sport | Ministro della scienza, della cultura e dello sport | Ministro della scienza, della cultura e dello sport | Ministro della scienza, della cultura e dello sport | Ministro della scienza, della cultura e dello sport | Ministro della scienza, della cultura e dello sport | Ministro della scienza, della cultura e dello sport |
| --------------------------------------------------- | --------------------------------------------------- | --------------------------------------------------- | --------------------------------------------------- | --------------------------------------------------- | --------------------------------------------------- | --------------------------------------------------- |
| 1                                                   |                                                     | Matan Vilnai                                        | Partito Laburista                                   | Barak                                               | 5 agosto 1999                                       | 2 novembre 2002                                     |
| 2                                                   |                                                     | Ophir Pines-Paz                                     | Partito Laburista                                   | Olmert                                              | 4 maggio 2006                                       | 1º novembre 2006                                    |
| 3                                                   |                                                     | Raleb Majadele                                      | Partito Laburista                                   | Olmert                                              | 29 gennaio 2007                                     | 31 marzo 2009                                       |
| Ministro della cultura e dello sport                |                                                     |                                                     |                                                     |                                                     |                                                     |                                                     |
| 4                                                   |                                                     | Limor Livnat                                        | Likud                                               | Netanyahu II, Netanyahu III                         | 31 marzo 2009                                       | 14 maggio 2015                                      |
| 5                                                   |                                                     | Miri Regev                                          | Likud                                               | Netanyahu IV                                        | 14 maggio 2015                                      | 17 maggio 2020                                      |
| 6                                                   |                                                     | Hili Tropper                                        | Resilienza per Israele, Blu e Bianco                | Netanyahu V                                         | 17 maggio 2020                                      | in carica                                           |